# João, o Evangelista
João, o Evangelista, também conhecido como Apóstolo João (em grego: Ἰωάννης; romaniz.: Iōánnēs; em hebraico: יוחנן, romaniz.: Yoḥanan; em siro-aramaico: ܝܘܚܢܢ; romaniz.: Yuḥanan), foi um dos doze apóstolos de Jesus. Além de ter escrito o Evangelho segundo João, também lhe é atribuída a autoria das três epístolas de João (1, 2, e 3) e do livro do Apocalipse. Entretanto, há uma controvérsia sobre a verdadeira autoria das cartas 2 e 3 e do livro de Apocalipse. Embora a tradição representada por São Justino, e amplamente difundida no século II por Ireneu de Lyon, Clemente de Alexandria, Tertuliano e o Cânone Muratori, identificaram João como autor do livro, essa visão não foi universalmente aceita. Até o século V, igrejas na Síria, Capadócia e Palestina não incluíam o Apocalipse no cânone das Escrituras, sugerindo que não o consideravam uma obra apostólica. Embora o livro apresente semelhanças com os escritos joaninos, também se distingue claramente deles em linguagem, estilo e teologia, especialmente no que diz respeito à Parúsia de Cristo (comentário de introdução ao Apocalipse na Bíblia de Jerusalém).
João era o mais jovem dos doze discípulos e o mais longevo dos apóstolos. Provavelmente ele era solteiro e vivia com seus pais em Betsaida, onde trabalhava como pescador, consertando redes. Ele atuava ao lado de seu irmão Tiago Maior (Santiago Maior), com André e Pedro.
Os escritos atribuídos a João revelam uma personalidade extraordinária. De acordo com as descrições, ele era imaginativo em suas comparações, pensativo e introspectivo em suas reflexões, e pouco falador como discípulo. Seu amadurecimento na fé é perceptível pela evolução de sua escrita ao longo do tempo.

## Relação com Jesus
Os evangelhos sinóticos tratam João como alguém próximo a Jesus, sendo um dos dois irmãos chamados de "filhos do trovão" em um dos relatos onde ele e seu irmão, Santiago, pedem para ficar um ao lado direito, outro ao lado esquerdo de Jesus quando estiverem no céu (em um dos evangelhos sinóticos, o pedido veio por intercessão da mãe deles). João foi também o discípulo que repousou no peito de Jesus. No evangelho escrito por ele, João se autointitula "O discípulo que Jesus amava". 
Segundo os registros do evangelho de João, ele foi o apóstolo que seguiu com Jesus, na noite em que foi preso e foi corajoso ao ponto de acompanhar o seu Mestre até à morte na cruz, aceitando Maria como mãe e cuidando dela após a morte de Jesus. 

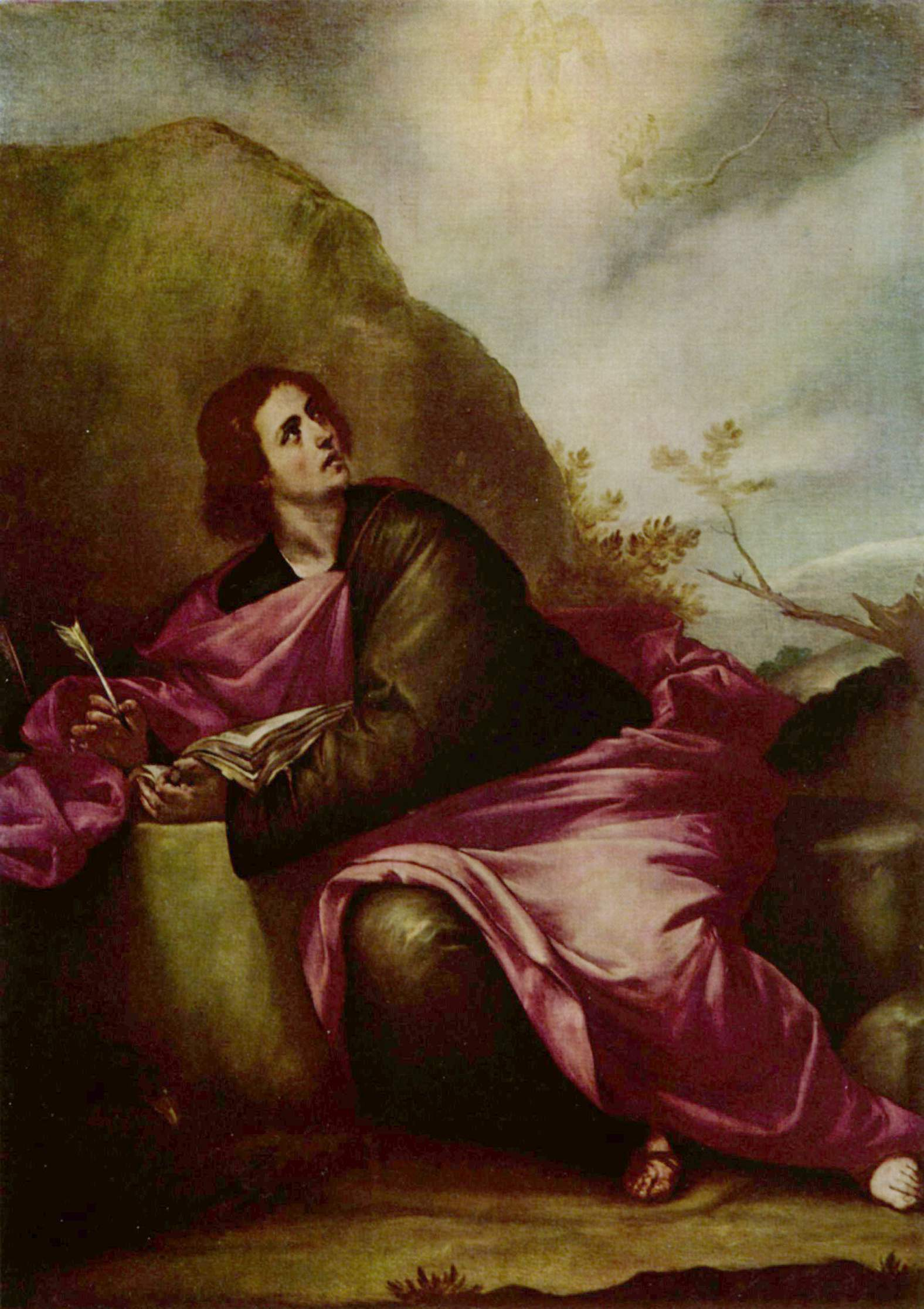
João de Patmos, por Alonso Cano, 1640

A história conta que João esteve presente até a última hora, e foi-lhe entregue a missão de tomar conta de Maria, a mãe de Jesus. Para os protestantes e neopentecostais, a Bíblia supostamente indica que Jesus não era filho único de Maria (Mateus 13:55; Marcos 6:3), porém seria o mais velho e, por isso, teria a responsabilidade de cuidar de sua mãe após a morte de José.. Embora toda a tradição, a Bíblia e livros apócrifos apontem João e seu irmão como filhos de Salomé e Zebedeu. No Evangelho Segundo São Mateus está escrito: "Nisso aproximou-se a mãe dos filhos de Zebedeu com seus filhos e prostrou-se diante de Jesus para lhe fazer uma súplica" (Mateus 20:20), fica claro que a mãe biológica de João não é Maria, mãe de Jesus. Assim, a frase de Jesus significa que o cuidado e sustento de Maria ficaria a cargo de João, seu discípulo e provável parente. 
Para a Igreja Católica, Cristo não tinha irmãos carnais, justificando o argumento na premissa de que, no aramaico, antigo idioma utilizado por Jesus, as palavras que designavam irmãos eram utilizadas indistintamente para primos e outros parentes. Jesus falava ao menos aramaico e hebraico, mas os evangelhos foram escritos em grego, idioma em que há maior número de palavras para designar graus de parentesco, o que, segundo alguns autores, pode ter gerado confusão, no momento da tradução. O fato de, à época, a Terra Santa já ter sido dominada pelo império Romano e estar sob dominação romana (cuja cultura assimilara muito da cultura helenística), torna provável que o uso da expressão "irmãos" implique também na expressão "primos". Além disso, o fato de o Novo Testamento haver sido escrito em grego koiné, lingua franca do império romano, não faz com que a hipótese de que estes são filhos de José e Maria seja corroborada. (A Bíblia afirma que Maria foi escolhida virgem, pura, para ser mãe de Jesus, sendo Ele seu primogênito)
Os Ortodoxos creem que os "irmãos" de Jesus seriam filhos de José, de possível primeiro casamento, antes de ir viver com Maria. Não há referência bíblica que corrobore a hipótese de que José tenha sido casado anteriormente.
Mais tarde João esteve fortemente ligado a Pedro nas atividades iniciais do movimento cristão, tornando-se um dos principais sustentáculos da Igreja de Jerusalém. Foi o principal apoio de Pedro, no dia de Pentecostes. É tradição constante e ininterrupta que pregou na Ásia Menor, especialmente em Éfeso, onde teria encerrado o ministério com morte em idade muito avançada.

## O exílio
Em Patmos, ilha no leste do mar Egeu, local onde fez o seu exílio, João escreveu o Livro da Revelação do Apocalipse. Acredita-se que este Livro da Revelação contém os fragmentos que sobreviveram de uma grande revelação, da qual se perderam grandes partes e outras partes foram retiradas, depois que João o escrevera. Apenas uma parte fragmentada foi preservada. Por outro lado, alguns teólogos e exegetas afirmam que o caráter fragmentário deste livro resulta de outros dois livros de Apocalipse que foram unidos, resultando no que conhecemos hoje, sendo que um deles já estaria escrito desde o tempo de Nero.
João viajou muito, trabalhou incessantemente e, depois de tornar-se dirigente das igrejas da Ásia, estabeleceu-se em Éfeso. Orientou o seu colaborador, Natan, na redação do chamado “evangelho segundo João”, em Éfeso, aproximadamente no ano 90.

### Morte

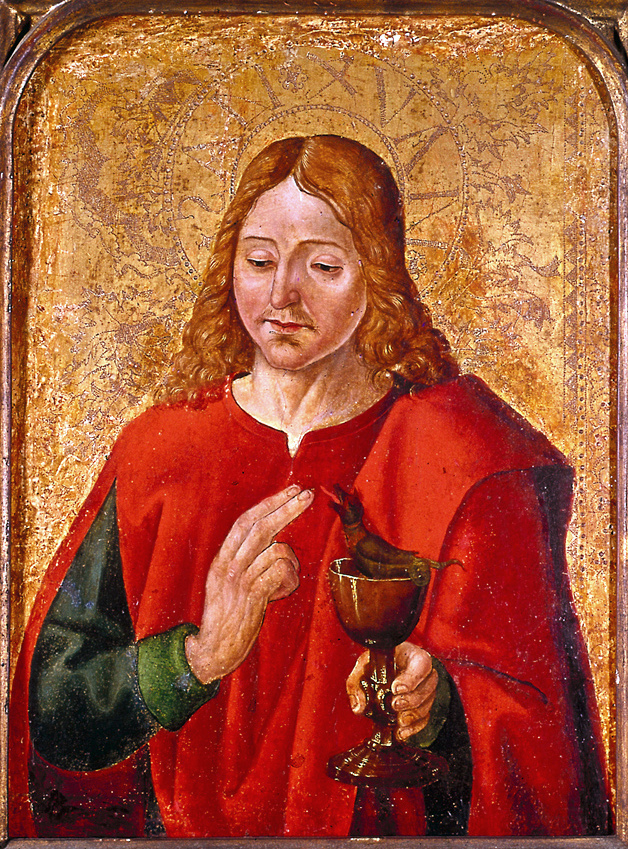
São João, o Apóstolo; anónimo do século XV, Museu Nacional de Arte Antiga, Lisboa

De todos os doze apóstolos, João, o Apóstolo Amado e filho de Zebedeu, tornou-se o mais destacado teólogo, tendo morrido de morte natural, em Éfeso, no ano 103, quando tinha 94 anos. Segundo o bispo Polícrates de Éfeso em 190 (atestada por Eusébio de Cesareia na sua História Eclesiástica, 5, 24), o Apóstolo "dormiu" (faleceu) em Éfeso. Contudo, conta-se que a tumba estava vazia quando foi aberta por Constantino para edificar-lhe uma igreja.
Segundo algumas interpretações João era o apóstolo que Jesus mais amava, e que tinham um enorme afeto um pelo outro.

### Controvérsia
Controvérsias baseadas nos próprios textos bíblicos afirmam que este discípulo não passou pela morte, segundo a interpretação de alguns. Com efeito, é possível ler:
Em verdade vos digo que alguns há, dos que aqui se encontram, que de maneira nenhuma passarão pela morte até que vejam vir o Filho do Homem no seu Reino.(Mateus 16:28)
De outra parte está também escrito nos Evangelhos: Então, Pedro, voltando-se, viu que também o ia seguindo o discípulo a quem Jesus amava, o qual na ceia se reclinara sobre o peito de Jesus e perguntara: "Senhor, quem é o traidor?" Vendo-o, pois, Pedro perguntou a Jesus: "E quanto a este?" Respondeu-lhe Jesus: "Se eu quero que ele permaneça até que eu venha, que te importa? Quanto a ti, segue-me." Então, se tornou corrente entre os irmãos o dito de que aquele discípulo não morreria. Ora, "Jesus não dissera que tal discípulo não morreria", mas: "Se eu quero que ele permaneça até que eu venha, que te importa?"(João 21:18-25)
Interpretações teológicas, contudo, resolvem essa dificuldade bíblica como Jesus afirmando que ele deveria permanecer vivo até a Revelação final do cânone bíblico, o Apocalipse. A partir daí, sua morte ocorreria naturalmente, no tempo devido.